# عبد الله مشري
عبد الله مشري (مواليد 13 مايو 1952) مدرب كرة قدم جزائري من دون عقد حاليا.

## المسيرة
عبد الله مشري قام بمهمات تدريبية محلية وخارجية. في الجزائر تولى تدريب مولودية وهران وجمعية وهران ومولودية الجزائر وسريع المحمدية وأهلي برج بوعريريج ومولودية بجاية. وفي خارج الجزائر تولى تدريب المولودية الوجدية والشعلة والطائي والبحرين.

## الإنجازات

### مولودية وهران
- الرابطة الجزائرية المحترفة الأولى لكرة القدم (2): 1992، 1993
- كأس الجمهورية الجزائرية لكرة القدم (2): 1984، 1985